# Starina Novak
Starina Novak ou Baba Novac en alphabet cyrillique serbe Старина Новак, "le vieux novak", (Baba Novac en roumain) est un haïdouk né dans la région de Timoc (Empire ottoman) dans une famille de Roumains du Timoc,.
Il deviendra général dans l'armée du prince roumain Michel Ier le Brave. Né vers 1530 dans le village de Poreč, aujourd'hui Donji Milanovac en Serbie, il meurt le 5 février 1601 à Kolozsvár, aujourd’hui en Roumanie, condamné par les Hongrois. 
En Serbie et en Roumanie, il est considéré comme un héros national libérateur du joug turc. Novak a combattu les Turcs en Serbie, Bosnie et en Bulgarie.
Dans la famille de Novak, son frère Radu et son fils Gruia ont aussi combattu les Turcs à ses côtés, puis sans lui.